# Colle della Fageole
Il colle della Fageole è un valico del Massiccio Centrale situato nel dipartimento del Cantal, nella regione dell'Alvernia-Rodano-Alpi.

## Descrizione
Si trova nel comune di Coren a 1114 m di altitudine. Divide la valle dell'Arcueil a nord da quella della Viadeyres a sud. È raggiungibile tramite l'autostrada A75 o la dipartimentale D909, ex route nationale 9. In prossimità del passo trova posto un parco eolico.

## Clima
È un valico temuto nella stagione invernale in quanto la salita può risultare difficile durante le nevicate, frequenti dalla fine dell'autunno fino al mese di maggio.